# Кесарево безумие

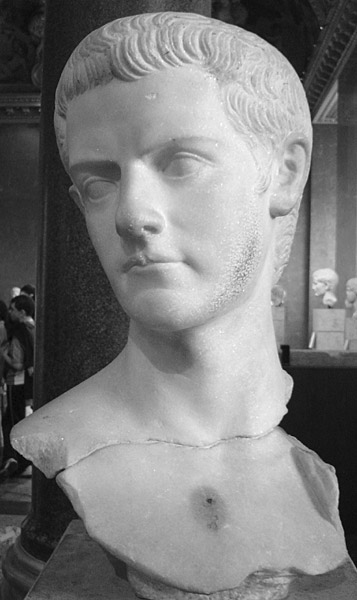
Понятие «Кесарево безумие» изначально относилось к римскому императору Калигуле.

Кесарево безумие — специфическая форма проявления сумасшествия, хюбриса, бреда или паранойи, встречавшаяся у некоторых римских цезарей. Выражение обозначает не заболевание, а набор признаков, несовместимых с обязанностями монарха. В более широком смысле — болезненное преувеличение властных притязаний и собственной компетенции у диктаторов.

## Возникновение и смысл понятия
Впервые понятие Кесарево безумие было употреблено в романе «Потерянная рукопись» (1864) Густавом Фрайтагом, который так перевёл на немецкий язык термин furor principum, встречающийся у Тацита в характеристике Калигулы и Нерона. В 1885 году это понятие в медицинском смысле было использовано в книге «Кесарево безумие в династии Юлиев-Клавдиев» Фридриха Видемайстера.
Широкое распространение в Германии термин получил благодаря публикации историка Людвига Квидде «Калигула. Исследование кесарева безумия» в 1894 году. Книга приобрела необыкновенную популярность, поскольку воспринималась современными читателями как косвенная критика кайзера Вильгельма II, что отразилось на научной карьере Людвига Квидде. Он стал персоной non grata в историческом сообществе, а позднее в другой связи был приговорён за оскорбление величества к тюремному сроку. Между тем, его исследование выдержало 31 переиздание и читалось как политический памфлет. В нём феномен кесарева безумия описывался следующим образом:

О кесаревом безумии говорят обычно как об особом душевном заболевании. Такие его черты, как доведенная до самообожествления мания величия, пренебрежение всеми преградами закона и всеми правами других индивидуумов, бесцельная и бессмысленная жестокость, могут быть обнаружены и у других психически больных. Разница же заключается в том, что положение властителя создает особенно питательную почву для прорастания подобных склонностей и их беспрепятственного развития, которое воплощается в чудовищных делах немыслимого масштаба.
Специфика кесарева безумия состоит в том, что оно является следствием прогрессирующего морального разложения монархически настроенного народа или высшего класса, из которого состоит ближайшее окружение властителя. Ощущение по-видимому неограниченной власти заставляет монарха забыть обо всех преградах со стороны правопорядка; теоретическое обоснование его власти, в которое он вправду верит как в божественный закон, роковым образом затмевает его бедное сознание; формы придворного этикета, и тем более выходящее за все пределы угодливое преклонение тех, кто стремится приблизиться к властителю, окончательно убеждают его в том, что он самой природой возвышен над всеми другими людьми; из наблюдений за людьми из своего окружения он одновременно делает вывод, что вокруг него лишь жалкий презренный сброд. Если же сверх того, не только придворное окружение, но и сама народная масса развращена настолько, что, чего бы ни задумал властитель, ему не найдется мужественного открытого отпора, что оппозиция, даже если она осмелится подать голос, боязливо старается сохранить впечатление, что она ни в коем случае не намерена бороться с личностью властителя и его точкой зрения, если этот самый развращенный дух проник в законоуложение и судопроизводство, так что оскорбление властителя образует состав преступления и преследуется по закону, то не удивительно, что такой абсолютный монарх повреждается в уме.

## Исторический контекст
Помимо Калигулы подверженными кесареву безумию считались Нерон, Коммод, Гелиогабал, Домициан и Каракалла. С точки зрения современной исторической науки такая характеристика этих императоров представляется проблематичной, поскольку античные историографы порой преднамеренно искажали и утрировали их образы. Императоры, не желавшие или не располагавшие возможностью придерживаться сложных правил принципата и учитывать кичливость сенаторов, вызывали недовольство последних, что приводило к тому, что историки Тацит или Дион Кассий в наказание объявляли самих императоров безумцами (ср. Damnatio memoriae).
Вместе с тем, в качестве профилактической меры против кесарева безумия во время проведения триумфа на колеснице полководца-победителя предусматривалось присутствие специального раба, который держал лавровый венец над головой триумфатора и беспрерывно шептал ему в ухо «Memento mori.» (Помни о смерти) и «Respice post te, hominem te esse memento.» (Обернись и вспомни, что ты всего лишь человек.)
В советском контексте понятие кесарево безумие/кесарское помешательство встречается в книге Даниила Андреева «Роза мира», в рассуждениях о Сталине:

Но с годами этот страх смерти стал перерастать в манию преследования. Это была та самая мания, которая отравила жизнь многим другим тиранам. Она измучила Тиберия и Домициана, она терзала Людовика XI и султана Алла эд-Дина, она доводила до сумасшествия Грозного и Павла I. Притом она оставалась лишь одной стороной более общего психического расстройства, того самого, которое носит в психиатрии название кесарского помешательства. Заключается оно в сочетании мании преследования, во-первых, с садизмом, с неутолимой жаждой крови и чужих страданий, а во-вторых, с верой в свое безмерное превосходство над всеми людьми прошлого и настоящего и с утратой ясного представления о границах своего могущества. Как правило, кесарское помешательство деспота выражается внешне в усилении беззаконных и бесчеловечных расправ, в принятии преувеличенных мер к собственной безопасности, в неустанных заботах о самопрославлении и в цепочке грандиозных, но зачастую ненужных для государства, даже нелепых строительных начинаниях.